# Michala Petri
Michala Petri (sinh ngày 7 tháng 7 năm 1958) là một người chơi sáo dọc người Đan Mạch. Lần đầu tiên trình diễn của bà với tư cách là một nghệ sĩ độc tấu là vào năm 1969. Bà là cháu gái của nữ diễn viên Đan Mạch Ingeborg Brams.

## Tiểu sử
Petri, người bắt đầu chơi máy ghi âm từ năm ba tuổi, được chú ý bởi sự điêu luyện và linh hoạt của cô qua nhiều phong cách, từ các tiết mục baroque khi nhạc cụ này đạt đến đỉnh cao, cho đến các tác phẩm đương đại được viết riêng cho cô. Cô lần đầu tiên chơi trên Đài phát thanh Đan Mạch năm lên 5 tuổi và buổi biểu diễn đầu tiên với tư cách là nghệ sĩ độc tấu là tại phòng hòa nhạc Tivoli của Copenhagen năm 1969 khi cô mười một tuổi. Cô đã trình diễn hàng loạt tác phẩm của các nhạc sĩ Malcolm Arnold, Gordon Jacob và Richard Harvey, cũng như Daniel Bortz, Erik Haumann, Hans Kunstovny, Erling Bjerno, Thomas Koppel, Ove Benzen, Vagn Holmboe, Piers Hellawell, Gary Kulesha, Asger Lund Christiansen, Egil Harder, Michael Berkeley, Butch Lacy, Miklos Maros, Ezra Laderman, Jens Bjerre, Henning Christiansen, Niels Viggo Bentzon, Axel Borup Jørgensen và Gunnar Berg. Với diễn viên hài kiêm nghệ sĩ piano Victor Borge tại sinh nhật lần thứ 80 của ông, cô đã biểu diễn tác phẩm Csardas của Vittorio Monti. Cô gọi lần biểu diễn đó là thử thách khó khăn nhất của cuộc đời nghệ sĩ chuyên nghiệp của mình.